# Sivert Andreas Nielsen
Sivert Andreas Nielsen, född den 8 oktober 1823 i Brønnøy, död den 18 augusti 1904 i Kristiania, var en norsk politiker. Han var far till språkvetaren Konrad Nielsen.
Nielsen blev 1840 folkskollärare och 1876 postexpeditör, och var 1886-1897 postmästare i Bodø. Han valdes 1859 till stortingsman för Nordlands amt och omvaldes till alla storting 1865-1900, där han var medlem av en rad kommittéer och sedan 1881 var odelstingets och sedan 1885 stortingets president. Under riksrättssaken mot ministeriet Selmer 1883-1884 var han medlem av aktionskommittén och 1895-1897 var han ledamot av tredje unionskommittén. 1897 tilldelades han som ett erkännande av hans framstående deltagande i stortingsarbetet en "nationalbelöning" på 6 000 kronor årligen. 
Nielsen tillhörde vänstern, under senare år i starkt moderat riktning. 1887, 1891 och 1893 uppmanades han att ingå i statsrådet eller själv bilda regering, men han hörsammade inte uppmaningen. Han tillhörde den norska politikens ledande krafter under 1800-talets sista mansålder.